# Torre del Gorg Gitano
Gorg Gitano són les restes d'una torre del municipi de Tossa de Mar (Selva). Al cim de gorg Gitano, situat a breu distància de Montllor Petit (418 m), per la banda de ponent, es poden apreciar les restes d'una torre. És un edifici que forma part de l'Inventari del Patrimoni Arquitectònic de Catalunya.

## Descripció
Es tracta d'una construcció rectangular, l'aparell de la qual és bastit directament sobre la roca amb pedres a penes desbastades, seguides i horitzontals, sense morter ni argila. En romanen algunes fileres només a les bandes de sud-oest i nord-oest, mentre els murs nord-est i sud-est són enderrocats fins gairebé arran de terra. A nord-oest hi ha restes d'un talús. Moltes pedres es troben escampades pels vessants. La base amida 6,65 m x 8,95 m.
Des d'aquest coll hom domina un vastíssim horitzó. De llevant a ponent, la torre de Pola, la platja de la Mar Gran, el Cap de Tossa, tota la vall, puig Pollastre, el coll de Terra Negra i, a tramuntana, puig Castellet, la Ruira i les terres del que fou el mas Bandrich. La muntanya de Montllor, en canvi, impedeix veure la part més oriental del terme i, per tant, les ruïnes de l'església de Sant Lionç i la cala homònima. A poca distància sota el turó, hi ha un petit pla amb les restes de l'església de Vilademont.

## Història
El tipus d'aparell de la torre del gorg Gitano fa pensar en una construcció del segle XI-XII. Seria, per tant, posterior a la torre de Pola, i construïda, plausiblement, quan es manifestà la necessitat d'organitzar sistemàticament la defensa del territori. Corroboraria aquesta datació el fet de no trobar-la esmentada en la donació del 966, on, en canvi apareix la roca de Pola. Però a més de la funció de guaita, gorg Gitano podia servir també com a refugi. Les mides perimetrals de la base, poc habituals, tancaven un espai que podia albergar, en cas de perill extrem, els qui havien pujat a Vilademont, atesa la proximitat dels dos indrets.
Aquesta torre, punt excepcional d'observació, era, per posició i altura, el centre del sistema d'alarma i vigilància del terme, almenys durant els segles XI-XII. Rebia i transmetia els senyals provinents de les guàrdies de Pola i del Cap de Tossa, la funció de les quals era vigilar la línia de la costa, avisar del perill i protegir els que hi vivien a prop. La manca de relació visual entre la torre de gorg Gitano i l'església parroquial de Sant Vicenç de Tossa (després de Sant Benet), amagada pel puig Pollastre (122m), deixa intuir l'existència d'una guardiola al cim, a fi que els senyals d'avís arribessin a destinació.
La construcció del castell, del recinte fortificat i el trasllat de l'església parroquial al Cap de Tossa, després de la carta de poblament, restaren importància a la torre de gorg Gitano i fou abandonada. Les restes vivents de Gorg Gitano estan ubicades damunt d'un turó, a sota de Montllor petit, al nord del terme. L'entorn està totalment brut i emboscat, per la qual cosa la seva identificació és dificultosa sense un bon coneixedor del terreny.